# Expletivum
Expletivum (auch Expletiv, abgeleitet von lateinisch explēre ‚ausfüllen‘) bezeichnet in der Grammatik ein Pronomen, das ausschließlich aus Gründen des korrekten Satzbaus verwendet wird, jedoch keinen inhaltlichen Bezug zu einem Gegenstand oder einer Person aufweist. Typisch für Expletiva ist ihr Erscheinen in der Position eines grammatischen Subjekts, dies ist aber nicht der einzige Fall, vor allem nicht im Deutschen.
Im Deutschen hat das Pronomen es unter anderem verschiedene Funktionen als Expletiv. Dies betrifft Beispiele wie „Es regnet“, sowie einen anderen grammatischen Typ in „Es warten schon viele Leute vor der Tür“, „Es war einmal ein König …“.
In englischen Grammatiken wird öfters auch die Bezeichnung dummy pronoun verwendet, weil im Englischen das Wort expletive auch „Schimpfwort“ bedeuten kann.
In einer anderen Bedeutung wird auch ein Füllwort manchmal als Expletiv bezeichnet.

## Überblick
Als expletiv werden verschiedentlich Pronomina bezeichnet, die nicht zum Verweis auf ein Individuum dienen, sondern eine durch die Satzstruktur definierte Position sichtbar machen. Drei Typen von Funktionen kommen hier prinzipiell in Frage, die in den folgenden Abschnitten genauer dargestellt werden:
- Formales Argument, im Deutschen auch als Fixes Es bezeichnet: Bedeutungsleere Ausdrücke, die von einzelnen Verben als solche verlangt werden, z. B. Witterungsverben: Es regnet. („Wetter-es“).
- Strukturelles Subjekt-Expletiv (im Deutschen nicht vorhanden): Platzhalter für die Subjektposition in Konstruktionen, wo Verben kein Subjekt verlangen oder das Subjekt in einer anderen Position steht als normal.
- Vorfeld-Es: Platzhalter für die Anfangsposition in deutschen Verbzweit-Sätzen, wenn keines der vorhandenen Satzglieder durch Voranstellung herausgehoben werden soll.

In der deutschen Grammatik sind jedoch verschiedene Terminologien üblich, und so wird manchmal nur der erste Typ, „fixes Es“, als Expletiv bezeichnet und dem Vorfeld-Es gegenübergestellt, manchmal wird umgekehrt nur das Vorfeld-Es als expletiv bezeichnet und dem „fixen Es“ gegenübergestellt. Im vorliegenden Artikel wird also der weitestmögliche Begriff des Expletivs zugrunde gelegt.
Im Gegensatz zu den obigen Fällen wird das ebenfalls bedeutungsleere Korrelat-Pronomen „es“, das ausgelagerte Nebensätze vertritt, normalerweise nicht zu den Expletiva gezählt; es kann aber mit den Expletiva in eine Kategorie „nicht-phorische“ Pronomen zusammengefasst werden, um sie den normalen anaphorisch funktionierenden Pronomen gegenüberzustellen.

## Das Expletivum als „formales Argument“
Dieser erste Typ zeichnet sich dadurch aus, dass das Erscheinen des Expletivpronomens an bestimmte Verben gekoppelt ist. Typische Fälle sind Witterungsverben oder Existenzausdrücke. Die Kopplung an bestimmte Verbklassen bringt es mit sich, dass sich solche Expletivkonstruktionen in verschiedenen Sprachen parallel wiederfinden.
Das Pronomen es bei deutschen Witterungsverben wird als Expletiv bezeichnet, weil es nicht auf einen fassbaren Gegenstand verweist und nicht erfragbar ist (in der Fachliteratur ist aber teilweise auch bezweifelt worden, dass es wirklich inhaltsleer ist). Es verhält sich syntaktisch wie andere Subjekte und kann z. B. im Satz umgestellt werden. – Analog erscheint im Französischen ein bedeutungsleeres il:
- Deutsch: Es wird regnen / schneien / donnern.

(Umstellung: Gleich wird es regnen.)
- Französisch: Il va pleuvoir / neiger / tonner.

Auch manche Konstruktionen, die Existenz ausdrücken, verlangen expletive Subjekte (die vorhandene Sache erscheint als direktes Objekt):
- Deutsch: Hier gibt es Ameisen.
- Französisch: Il y a des fourmis ici. („Es hat Ameisen hier“)

Im Deutschen kommen in gleicher Art auch bedeutungsleere, expletive Objekte in bestimmten Wendungen vor:
- Er hat es eilig.

Auch das „es“ bei Witterungsverben kann in gewissen syntaktischen Umgebungen als Akkusativobjekt auftreten:
- Man sieht es immer noch regnen.

## Strukturelles Subjekt-Expletiv
Es gibt im Deutschen Sätze, die aus allgemein-grammatischen Gründen kein Subjekt haben, nämlich das unpersönliche Passiv. In diesen unpersönlichen Konstruktionen des Deutschen erscheint kein Expletiv, stattdessen wird völlig subjektlos konstruiert:
- Geraucht werden darf hier nicht!

Der Unterschied zum ersten Typ ist, dass die Subjektlosigkeit des unpersönlichen Passivs unabhängig vom einzelnen Verb ist. Das Deutsche hat also keine grammatische Regel, die für die Subjektposition allgemein verlangt, dass sie mit einem Expletivpronomen sichtbar gemacht werden muss (es hat nur einzelne Verben, die für sich ein besonderes Pseudo-Subjekt verlangen).
In anderen Sprachen, die ein unpersönliches Passiv haben, findet sich dagegen ein expletives Subjekt, und folglich eine grammatische Bedingung für die Subjektposition als solche, dass diese gefüllt werden muss:
- Norwegisch:

```
Ofte vart det telefonert.

Oft wurde EXPL telefoniert.
Deutsch: „Oft wurde (??es) telefoniert.“
```

- Ähnlich verhält sich auch das Niederländische, es besitzt ein Subjekt-Expletiv er:

```
 Elk  uur     dat er gewerkt    kon worden,    werd  er  ook  effectief   gewerkt.

„Jede Stunde, die -- gearbeitet werden konnte, wurde --  auch tatsächlich gearbeitet.“
```

Im Englischen (das kein unpersönliches Passiv besitzt) erscheint ein Expletivum there an der Subjektstelle, wenn das Subjekt nicht an seiner Standardposition steht, sondern tiefer im Satzinneren:
- Standardreihung ohne Expletiv:

Some ships have been lost.
- Abweichende Subjektposition plus Expletiv:

There have been ships lost.
Auch dieses Phänomen findet sich nicht im Deutschen: Das Subjekt kann im deutschen Satz an verschiedenen Positionen auftreten (sogar auch das „expletive“ Wetter-es), es existiert keine Standardposition, die bei Freibleiben durch ein Expletiv versorgt werden muss. Man beachte, dass die deutsche Übersetzung Es sind Schiffe verlorengegangen dem englischen Satz zwar oberflächlich gleicht, aber anders gebaut ist – diese Art von Beispiel wird im nächsten Abschnitt dargestellt. Der Zusatz eines Adverbs zeigt wieder den Unterschied: Im Deutschen kann nun kein es eingesetzt werden, während das there im Englischen weiterhin erforderlich ist.
- Unfortunately, there have been ships lost.
- Leider sind Schiffe verloren gegangen.

## Vorfeld-Expletiv
Der deutsche Aussagesatz hat nicht die Form S-V-O wie der englische, sondern ist ein Verbzweit-Satz. In den Begriffen des Feldermodells besteht er aus einem vielseitig verwendbaren „Vorfeld“, gefolgt von der „linken Satzklammer“, in der das finite Verb steht, und dem Rest, der in „Mittelfeld“ und „rechter Satzklammer“ steht.
Das Deutsche hat nun ein spezielles Expletiv, um das Vorfeld zu füllen. Das Vorfeld muss in gewissen Fällen besetzt sein, weil die Verbzweitstellung dafür zuständig ist, den Satz als Aussagesatz zu kennzeichnen.
| Vorfeld        | linke Klammer | Mittelfeld                    | rechte Klammer    |                                    |
| -------------- | ------------- | ----------------------------- | ----------------- | ---------------------------------- |
| Einige Schiffe | sind          | diesmal leider                | verloren gegangen | (Subjekt im Vorfeld)               |
| Leider         | sind          | diesmal einige Schiffe        | verloren gegangen | (Satzadverb im Vorfeld)            |
| Diesmal        | sind          | leider einige Schiffe         | verloren gegangen | (Zeitadverb im Vorfeld)            |
| Es             | sind          | diesmal leider einige Schiffe | verloren gegangen | (Expletiv im Vorfeld)              |
| --             | Sind          | diesmal einige Schiffe        | verloren gegangen | (Leeres Vorfeld, ergibt Fragesatz) |

Dieses Vorfeld-Expletiv es erkennt man daran, dass es nicht im Satzinneren stehen kann, folglich handelt es sich nicht um ein expletives Subjekt wie bei Verben des Typs regnen. Test: „Regnet es?“ – Vgl.: „Sind (?? es) Schiffe verlorengegangen?“.
Wie das obige Beispiel zeigt, kommt das Vorfeld-Expletiv auch gleichzeitig mit einem Nominativsubjekt im Satz vor. Man kann aber nicht (wie es beim englischen there der Fall wäre) sagen, dass das Vorfeld-es „das Subjekt im Vorfeld vertritt, wenn das Subjekt nachgestellt wird“, denn es gibt sonst keine Einheit, die von sich aus ins Vorfeld gehört; das Vorfeld-es steht ebenso gut alternativ zu einem Adverb im Vorfeld wie zu einem Subjekt (oder noch anderem). Das deutsche Vorfeld-Expletiv zeigt auch nicht dieselbe Wechselwirkung mit der Definitheit eines später gesetzten Subjekts wie das englische Subjekt-Expletiv there.
Das Vorfeld-es ist also von der Setzung eines Subjekts ganz unabhängig, und es kann genauso in Sätzen mit Subjekt wie in Sätzen ohne Subjekt auftreten. In Sätzen ohne Subjekt wird es dann allerdings manchmal fälschlicherweise für das Subjekt gehalten.
Beispiel mit einem unpersönlichen Passiv:
| Vorfeld | linke Klammer | Mittelfeld    | rechte Klammer |                                      |
| ------- | ------------- | ------------- | -------------- | ------------------------------------ |
| Davor   | wurde         | ja auch       | gewarnt        | (Präpositionalobjekt im Vorfeld)     |
| Gewarnt | wurde         | ja auch davor | --             | (Infiniter Prädikatsteil im Vorfeld) |
| Es      | wurde         | ja auch davor | gewarnt        | (Expletiv im Vorfeld)                |